# NYSE American

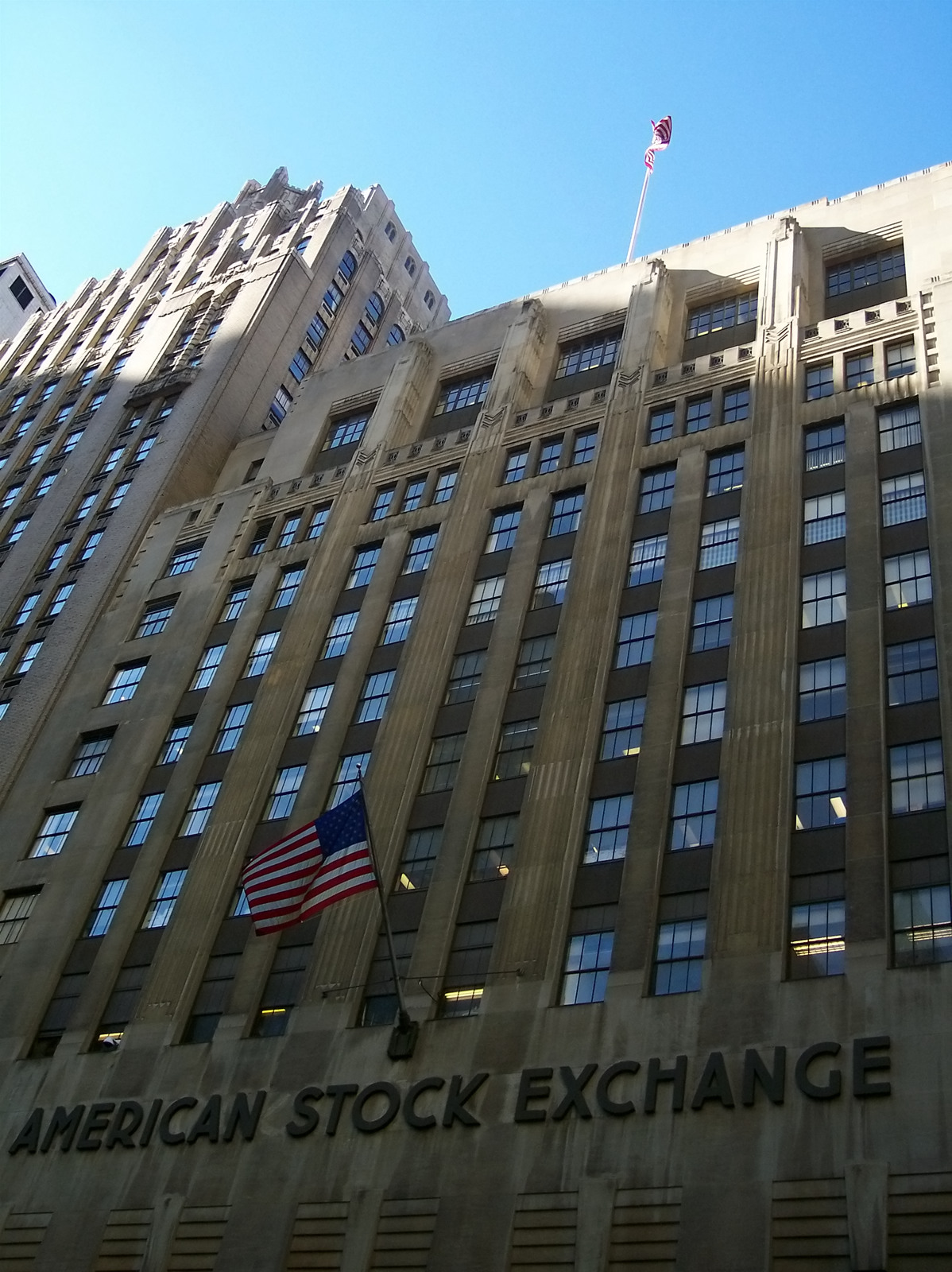
Gebäude des American Stock Exchange

Die NYSE American, früher American Stock Exchange (AMEX), bis 2012 NYSE Amex Equities, bis 2017 NYSE MKT ist eine Wertpapierbörse in New York, USA.

## Geschichte
Die Börse wurde 1842 als New York Curb Exchange an der Broad Street, nähe Exchange Place, in New York gegründet. 1921 verlegte die Börse ihren Sitz an den Trinity Place. Am 5. Januar 1953 erhielt sie den Namen American Stock Exchange (AMEX). Am 2. Juni 1978 wurde das Gebäude der AMEX, 1921 im Art-déco-Stil errichtet, zum National Historic Landmark erklärt.
Am 17. Januar 2008 kündigte die NYSE Euronext die Übernahme des American Stock Exchange an. Die Aktionäre erhielten in den folgenden Monaten Aktien im Wert von 260 Millionen Dollar (178 Millionen Euro). Die AMEX hatte 2007 eine Kooperation oder einen Zusammenschluss mit verschiedenen Börsen geprüft. Als ein möglicher Partner oder Käufer war auch die Deutsche Börse im Gespräch gewesen. Am 1. Oktober 2008 war der Kauf abgeschlossen und die AMEX wurde in NYSE Alternext U.S. umbenannt. Fünf Monate später, am 6. März 2009, bekam die Börse den Namen NYSE Amex. Am 1. Dezember 2008 wurde das Curb Exchange-Gebäude am Trinity Place 86 geschlossen und der Handelsplatz von Amex Equities in den NYSE-Handelssaal an der Wall Street 11 verlegt. 90 Jahre nach seiner Eröffnung im Jahr 1921 war das alte Gebäude des New York Curb Market leer, blieb aber stehen. Im März 2009 wurde NYSE Alternext US in NYSE Amex Equities geändert. Am 10. Mai 2012 änderte NYSE Amex Equities ihren Namen in NYSE MKT LLC. Im Juni 2016 erhielt die konkurrierende Börse IEX, die mit einer Verzögerung von 350 Mikrosekunden im Handel agierte, die Zustimmung der SEC trotz Protestaktionen der NYSE und anderer Börsen und Handelsunternehmen. Am 24. Juli 2017 wurde die NYSE MKT in NYSE American umbenannt und kündigte Pläne an, einen eigenen „Speed Bump“ im 350-Mikrosekundenbereich an der Börse für kleine und mittlere Unternehmen einzuführen.